# میمون پنجم
میمون پنجم (به انگلیسی: The 5th Monkey) فیلمی محصول سال ۱۹۹۰ و به کارگردانی اریک روچات است. در این فیلم بازیگرانی همچون بن کینگزلی، سیلوا دی کاروالیو، میکا لینس، میلتون گونسالویس و ورا فیشر ایفای نقش کرده‌اند.